# Диармайт мак Конайнг
Диармайт мак Конайнг (др.‑ирл. Diarmait mac Conaing; погиб в 786) — король Наута (Северной Бреги) и всей Бреги (778—786) из рода Сил Аэдо Слане.

## Биография
Диармайт был одним из сыновей правителя Наута и всей Бреги Конайнга мак Амалгадо, убитого в 742 году. Он принадлежал к Уи Хонайнг, одной из двух основных ветвей рода Сил Аэдо Слане.
Диармайт мак Конайнг унаследовал власть над Наутом и титул короля всей Бреги после гибели в 778 году своего брата Конгалаха мак Конайнга в сражении с Доннхадом Миди из рода Кланн Холмайн.
Контролируемые Диармайтом мак Конайнгом земли Северной Бреги располагались к северу от реки Лиффи. Резиденция правителей Наута находилось на территории одноимённого древнеирландского кургана.
Взойдя на престол, Диармайт мак Конайнг должен был признать свою зависимость от верховного короля Ирландии Доннхада Миди. Тот в это время вёл войну с королём Лейнстера Руайдри мак Фаэлайном. В 781 году брегцы совершили поход в Лейнстер и в сражении при Риге разбили войско септа Уи Гаррхон, правитель которого, король Ку Хонгалт, пал на поле боя. Точно неизвестно, был ли поход совершён по приказу Доннхада, или его причиной были пограничные распри брегцев и лейнстерцев. Историки отмечают, что поход 781 года — одно из немногих совместных предприятий, осуществлённых правителями Наута и Лагора чаще боровшихся друг с другом за контроль над всем королевством. Согласно ирландским анналам, воинов из Северной Бреги в этом походе возглавляли король Диармайт мак Конайнг и его двоюродный брат Конайнг мак Дунгайл, а воинов из Южной Бреги — король Маэл Дуйн мак Фергуса и его родственник Фогартах мак Куммаскайг.
В 786 году людьми из Сил Аэдо Слане был убит Фебордайт, настоятель аббатства Туйлен. Мстя за это преступление, верховный король Ирландии Доннхад Миди вторгся в Брегу и около Лиа Финне (современного Ноббера) разгромил соединённое войско правителей Наута и Лагора. В сражении пали король Диармайт мак Конайнг, его родственник Конайнг мак Дунлайнге и правитель Лагора Фогартах мак Куммаскайг.
После гибели Дирамайта мак Конайнга правителем Наута и королём всей Бреги стал Фланн мак Конгалайг.